# Liste des préfets du Gers
Liste des préfets du département français du Gers depuis la création des préfets, en 1800, sous le Consulat. Le siège de la préfecture est à Auch.

## Liste des préfets

### Premier Empire(1800-1814)
| Période                        | Période          | Identité                   | Fonction précédente                                                                    | Observation |
| ------------------------------ | ---------------- | -------------------------- | -------------------------------------------------------------------------------------- | --- |
| 11 ventôse an VIII 2 mars 1800 | 12 mars 1813     | Pierre Balguerie           | Président de l'administration centrale du département de la Gironde                    | |
| 12 mars 1813                   | 16 décembre 1813 | Auguste Jubé de La Perelle | Adjudant-général Membre du Tribunat Préfet de la Doire                                 | Obtient sa retraite sous la Restauration avec le grade de Maréchal de camp                                            |
| 16 décembre 1813               | 15 juillet 1814  | Julien Bessières           | Intendant de Navarre (1810) Intendant de l'armée et des provinces du nord de l'Espagne | Nommé préfet de l'Aveyron (Première Restauration) Maître des requêtes au conseil d'État en 1818 Député de la Dordogne |

### Première Restauration(1814-1815)
| Période         | Période         | Identité                                  | Fonction précédente                                            | Observation |
| --------------- | --------------- | ----------------------------------------- | -------------------------------------------------------------- | --- |
| 15 juillet 1814 | 28 janvier 1815 | Antoine Marie Armand de La Fitte-Montagut | Émigré de 1791 à l'an VIII, sert dans l'armée anglaise Colonel | Mort en fonction |
| 20 février 1815 | 22 mars 1815    | Anne Félix Brochet de Vérigny             | Maître des requêtes au Conseil d'État                          | Préfet de l'Indre (1820) Préfet de l'Oise (1820) Préfet de la Loire-Inférieure (1822) Conseiller d'État, Député du Calvados |

### Cent-Jours(1815)
| Période       | Période        | Identité                              | Fonction précédente                                                                                | Observation                                                                                        |
| ------------- | -------------- | ------------------------------------- | -------------------------------------------------------------------------------------------------- | -------------------------------------------------------------------------------------------------- |
| 22 mars 1815  | 6 avril 1815   | Achille Libéral Treilhard (1785-1855) | Auditeur au Conseil d'État Secrétaire général de la Seine Préfet du Montserrat                     | Préfet de la Seine-Inférieure (1830) préfet de Police (1830) Conseiller à la cour d'appel de Paris |
| 20 avril 1815 | 9 juillet 1815 | André Pierre Étienne Abrial           | Commissaire général de police à Lyon Maître des requêtes au Conseil d'État (Première Restauration) | Pair de France héréditaire (1829)                                                                  |

### Seconde Restauration (1815-1830)
| Période            | Période            | Identité                              | Fonction précédente                   | Observation                                                                   |
| ------------------ | ------------------ | ------------------------------------- | ------------------------------------- | ----------------------------------------------------------------------------- |
|                    |                    |                                       |                                       |                                                                               |
| 7 mars 1817        | 1er septembre 1824 | Jérôme Reynaud de Bologne de Lascours | Préfet de la Vienne                   | Nommé préfet de la Drôme                                                      |
| 1er septembre 1824 | 12 novembre 1828   | Arnaud de Lingua de Saint-Blanquat    | Député de l'Ariège                    | Nommé préfet de la Dordogne                                                   |
| 12 novembre 1828   | 20 septembre 1829  | François de Preissac                  | Député de Tarn-et-Garonne             | Démissionnaire. Nommé préfet de la Gironde, puis devient député de la Gironde |
| 20 septembre 1829  | 10 août 1830       | Émile de Blondel d'Aubers             | Maître des requêtes au conseil d'État | En émigration à Coblence pendant onze ans                                     |

### Monarchie de Juillet (1830-1848)
| Période           | Période           | Identité                          | Fonction précédente              | Observation                                                                       |
| ----------------- | ----------------- | --------------------------------- | -------------------------------- | --------------------------------------------------------------------------------- |
| 10 août 1830      | 14 septembre 1830 | Charles de Malartic               | Préfet des Vosges                | Remplacé. Touche sa pension (3056 F)                                              |
| 14 septembre 1830 | 25 juin 1832      | Eugène La Tourrette d'Ambert      |                                  | Nommé préfet de l'Hérault                                                         |
| 27 juillet 1832   | 23 juillet 1837   | Mathieu-Vital Gabriel             | Préfet de la Lozère              | Nommé préfet de l'Aube                                                            |
| 23 juillet 1837   | 20 octobre 1838   | Auguste Ménard de Marsainvilliers | Sous-préfet d'Alès               | Nommé préfet de la Creuse                                                         |
| 20 octobre 1838   | 14 mars 1839      | Joseph de l'Espée                 | Député de la Meurthe (1833-1837) | Démissionnaire. Député de la Meurthe (1839-1848)                                  |
| 14 mars 1839      | 1843              | Édouard Bocher                    | Sous-préfet d’Étampes            | Nommé préfet du Calvados                                                          |
| 6 janvier 1843    | 29 février 1848   | Claude Green de Saint-Marsault    | Sous-préfet de Soissons          | Remplacé à la chute de la Monarchie de Juillet Nommé préfet de la Corrèze en 1849 |

### Deuxième République (1848-1851)
| Période           | Période           | Identité                            | Fonction précédente                                 | Observation                                                                           |
| ----------------- | ----------------- | ----------------------------------- | --------------------------------------------------- | ------------------------------------------------------------------------------------- |
| 29 février 1848   | 23 avril 1848     | Jacques Joly                        |                                                     | En tant que Commissaire du gouvernement Nommé Commissaire général de la Haute-Garonne |
| 29 février 1848   | 23 avril 1848     | Jean-Baptiste Pégot-Ogier           |                                                     | En tant que Commissaire du gouvernement Devient représentant de la Haute-Garonne      |
| 5 mai 1848        | 3 juin 1848       | Prosper Barrousse                   | Sous-commissaire du gouvernement à Muret            |                                                                                       |
| 30 mai 1848       | 18 juin 1848      | François Laroche                    | Commissaire général par intérim de la Haute-Garonne | Nommé préfet de Tarn-et-Garonne                                                       |
| 3 juin 1848       | 31 octobre 1848   | Jean Belliard                       | Sous-commissaire du gouvernement à Lombez           | Représentant du Gers Député (1852-1869)                                               |
| 31 octobre 1848   | 10 janvier 1849   | René Pasquier                       | Préfet de la Charente                               | Remplacé                                                                              |
| 10 janvier 1849   | 24 septembre 1849 | Ernest-Henri de Grouchy (1806-1879) | Sous-préfet de Montargis                            | Préfet d'Eure-et-Loir (1849) Député du Loiret (1857-1869)                             |
| 24 septembre 1849 | 26 novembre 1851  | Henry Le Rat de Magnitot            | Sous-préfet de Chalon-sur-Saône                     | Nommé préfet de Seine-et-Marne                                                        |

### Second Empire (1851-1870)
| Période          | Période          | Identité                  | Fonction précédente             | Observation                                        |
| ---------------- | ---------------- | ------------------------- | ------------------------------- | -------------------------------------------------- |
| 26 novembre 1851 | 1er février 1852 | Eugène Lagarde            | Préfet du Gard                  |                                                    |
| 1er février 1852 | 4 juin 1858      | Paul Féart                | Sous-préfet de Reims            | Nommé préfet d'Ille-et-Vilaine                     |
| 4 juin 1858      | 29 décembre 1866 | Charles de Gauville       | Sous-préfet de Toulon           | Nommé préfet de la Haute-Savoie                    |
| 29 décembre 1866 | 6 septembre 1870 | Jean Labrousse de Lascaux | Sous-préfet de Boulogne-sur-Mer | Devient receveur particulier des finances à Orthez |

### Troisième République (1870-1940)
| Période           | Période           | Identité                      | Fonction précédente                                                                           | Observation                                                                    |
| ----------------- | ----------------- | ----------------------------- | --------------------------------------------------------------------------------------------- | ------------------------------------------------------------------------------ |
| 6 septembre 1870  | 10 février 1871   | Jean Montanier                | Ecrivain médical                                                                              | Démission pour être candidat à l'Assemblée constituante                        |
| 22 septembre 1870 | 28 septembre 1870 | Claude Pellicot               |                                                                                               | Préfet par interim pendant la candidature de Montanier                         |
| 1er avril 1871    | 16 décembre 1874  | Charles Dugabe                | Avocat à Toulouse                                                                             | Devient percepteur à Saint-Denis                                               |
| 16 décembre 1874  | 16 décembre 1874  | Louis Sanial du Faÿ           | Attaché à la préfecture de Seine-et-Oise                                                      | Sans suite. Nommé préfet de la Corrèze                                         |
| 28 décembre 1874  | 15 octobre 1875   | Paul Tripier                  | Sous-préfet de Compiègne                                                                      | Nommé préfet de l'Oise                                                         |
|                   |                   |                               |                                                                                               |                                                                                |
| 5 janvier 1877    | 18 décembre 1877  | Auguste Assiot                | Sous-préfet de Saint-Nazaire                                                                  | Nommé préfet de l'Aveyron                                                      |
| 18 décembre 1877  | 15 mars 1879      | Charles Monod                 | Sous-préfet d'Aix en 1876. En disponibilité.                                                  | Nommé préfet de l'Ariège                                                       |
| 15 mars 1879      | 23 mars 1879      | Elie Laurens                  | Secrétaire général de la Haute-Garonne                                                        | Non installé. Nommé préfet de la Creuse                                        |
| 23 mars 1879      | 28 juin 1881      | Ernest Joubert                | Secrétaire général du Rhône pour la police                                                    | Devient percepteur à Lille                                                     |
| 27 juin 1881      | 25 avril 1885     | Emile Delatte                 | Secrétaire général de la préfecture de la Loire                                               | Nommé préfet des Côtes-du-Nord                                                 |
| 25 avril 1885     | 22 mai 1886       | Pierre de Boissy Dubois       | Sous-préfet d'Abbeville                                                                       | Devient receveur particulier des finances à Argentan                           |
| 21 mai 1886       | 18 octobre 1887   | Pierre Duclaud                | Préfet des Basses-Alpes                                                                       | Nommé préfet du Cher                                                           |
| 18 octobre 1887   | 23 octobre 1894   | Léonce Boudet                 | Secrétaire général de la préfecture de la Haute-Garonne                                       | Mise en disponibilité sur sa demande, retraite                                 |
| 23 octobre 1894   | 14 décembre 1895  | Léon Ardisson                 | Préfet des Basses-Alpes                                                                       | Nommé préfet des Pyrénées-Orientales                                           |
| 14 décembre 1895  | 13 octobre 1896   | Gustave Poisson               | Sous-préfet de Rambouillet (Seine-et-Oise)                                                    | Appelé à d'autres fonctions. Percepteur du 2e arrondissement de Nantes         |
| 13 octobre 1896   | 16 juillet 1898   | Joseph Exbrayat               | Sous-préfet de Cambrai                                                                        | Disponibilité; Secrétaire de la fédération progressiste                        |
| 16 juillet 1898   | 9 septembre 1902  | Robert Petit-Dossaris         | Sous-préfet de Rochefort                                                                      | Nommé préfet de la Creuse                                                      |
| 9 septembre 1902  | 5 septembre 1904  | Gabriel Habert                | Sous-préfet de Verdun                                                                         | Nommé préfet de la Meuse                                                       |
| 5 septembre 1904  | 14 février 1906   | Léon Pommeray                 | Préfet de la Lozère                                                                           | Nommé préfet de la Charente                                                    |
| 14 février 1906   | 14 février 1906   | David Dautresme               | Secrétaire général des Bouches-du-Rhône                                                       | Non installé. Nommé préfet de la Lozère                                        |
| 14 février 1906   | 14 février 1906   | Lucien Saint                  | Sous-préfet de Rochefort                                                                      | Non installé. Nommé préfet de la Nièvre                                        |
| 16 février 1906   | 8 décembre 1906   | Charles Lallemand             | Préfet de la Lozère                                                                           | Nommé préfet de la Haute-Vienne                                                |
| 8 décembre 1906   | 19 octobre 1909   | Yvan Lapaine                  | Sous-préfet de Castres                                                                        | Nommé préfet de l'Ariège                                                       |
| 19 octobre 1909   | 20 octobre 1911   | Alexandre Leullier            | Administrateur du Territoire de Belfort                                                       | Refuse un poste de Consul général pour raison familiale Nommé préfet de l'Aube |
| 20 octobre 1911   | 15 décembre 1917  | Armand Naudin                 | Sous-préfet du Havre                                                                          | Nommé préfet du Cher                                                           |
| 15 décembre 1917  | 18 décembre 1917  | Prosper Victor Henri Dutreuil | Sous-préfet de Toulon                                                                         | Maintenu aux armées                                                            |
| 18 décembre 1917  | 18 décembre 1917  | Edmond Leydet                 | Sous-préfet de Dreux                                                                          | Sans suite. Nommé directeur de l'institution nationale des jeunes aveugles     |
| 18 décembre 1917  | 28 avril 1919     | Ange Benedetti                | Sous-préfet de Grasse                                                                         | Préfet par intérim, définitif en juin 1918 Nommé préfet d'Oran                 |
| 25 juin 1918      | 25 juin 1918      | Hippolyte Jaubert             | Sous-préfet de Saintes                                                                        | Non installé.                                                                  |
| 21 mai 1919       | juin 1921         | Prosper Victor Henri Dutreuil | Préfet de l'Ain                                                                               | Percepteur de Vierzon                                                          |
| 13 juin 1921      | 11 octobre 1924   | Frédéric Atger                | Chef adjoint de cabinet du Sous-secrétaire d'état à l'agriculture Henri Queuille              | Nommé préfet de l'Aube                                                         |
| 11 octobre 1924   | 29 janvier 1929   | Frédéric Kuenze               | Secrétaire général du Rhône pour l'administration                                             | Nommé préfet de la Haute-Vienne                                                |
| 9 février 1929    | 4 août 1931       | Lucien Lachaze                | Sous-préfet de Valenciennes                                                                   | Nommé préfet de la Manche                                                      |
| 4 août 1931       | 22 novembre 1935  | Pierre Pennes                 | Secrétaire général de la préfecture de la Gironde                                             | Dévient trésorier-payeur-général du Lot                                        |
| 26 novembre 1935  | 26 novembre 1935  | Maurice Sabatier              | Chef adjoint du cabinet du ministre des Finances                                              | Non installé                                                                   |
| 26 novembre 1935  | 8 juillet 1938    | Philibert Dupard              | Chef adjoint de cabinet du Président du Conseil des ministres français Pierre-Étienne Flandin | Nommé préfet de l'Yonne                                                        |
| 8 juillet 1938    | 17 septembre 1940 | Eugène Bosc                   | Secrétaire général du Rhône pour l'administration                                             | Nommé préfet du Jura                                                           |

### Régime de Vichy (1940-1944)
| Période           | Période          | Identité       | Fonction précédente                                            | Observation                                                         |
| ----------------- | ---------------- | -------------- | -------------------------------------------------------------- | ------------------------------------------------------------------- |
| 17 septembre 1940 | 11 juillet 1942  | Michel Cacaud  | Préfet de la Charente-Inférieure délégué dans les fonctions    | Nommé préfet du Calvados Suspendu de ses fonctions en novembre 1944 |
| 11 juillet 1942   | 17 novembre 1944 | Pierre Caumont | Détaché auprès du délégué adjoint dans les territoires occupés | Suspendu de ses fonctions, disponibilité sans traitement            |

### GPRFet Quatrième République (1944-1958)
| Période           | Période           | Identité            | Fonction précédente                                                                | Observation                                                |
| ----------------- | ----------------- | ------------------- | ---------------------------------------------------------------------------------- | ---------------------------------------------------------- |
| 18 novembre 1944  | 21 juin 1945      | Ernest Dechriste    | Sous-préfet de Ribeauvillé                                                         | Nomination de secrétaire général annulée pour irrégularité |
| 21 juin 1945      | 10 février 1946   | Armand Ziwès        | Démissionnaire pendant la guerre                                                   | Secrétaire général de la préfecture de police              |
| 1er mars 1946     | 10 mai 1950       | Pierre Lortholary   | Sous-préfet de Nantua                                                              | Congé de longue durée et invalidité temporaire (1950-1952) |
| 10 mai 1950       | 21 octobre 1951   | Robert Cousin       | Déporté le 25 mai 1944 à Flossenburg, Eisenberg; rapatrié en congé de longue durée | Nommé préfet de Lot-et-Garonne                             |
| 21 septembre 1951 | 5 août 1953       | Raymond Deugnier    | Sous-directeur du personnel de la sûreté nationale                                 | Nommé préfet de l'Indre                                    |
| 21 janvier 1953   | 23 novembre 1956  | Christian Delaballe | Sous-préfet de Dinan                                                               | Nommé préfet de Mostaganem en Algérie française            |
| 23 novembre 1956  | 27 septembre 1957 | Jacques Barbier     | À la disposition du gouverneur général de l'Algérie française                      | Détaché à la disposition du ministre                       |
| 27 septembre 1957 | 22 octobre 1959   | André Dupuy         | Sous-préfet d'Orléansville en Algérie française                                    | Nommé préfet de l'Indre                                    |

### Cinquième République (depuis 1958)
| Période           | Période           | Identité            | Fonction précédente | Observation                                                                                                   |
| ----------------- | ----------------- | ------------------- | --- | --- |
| 22 octobre 1959   | 14 mars 1961      | René Jannin         | Secrétaire général de la préfecture du Rhône | Nommé préfet de police d'Alger                                                                                |
| 6 juin 1961       | 19 septembre 1964 | Jacques Roy         | Préfet de Tiaret de l'Algérie française | À la disposition du ministre de la santé publique et de la population                                         |
| 19 septembre 1964 | 12 juillet 1967   | Jean Deleplanque    | Sous-préfet de Grasse | Nommé préfet de la Guadeloupe                                                                                 |
| 12 juillet 1967   | 11 décembre 1970  | François Villatte   | Secrétaire général de la préfectorale de la Loire-Atlantique | Congé spécial sur sa demande                                                                                  |
| 11 décembre 1970  | 29 octobre 1971   | Philippe Mestre     | Président de la Mission interministérielle pour les rapatriés d'outre-mer | Nommé préfet du Calvados Deviendra député et ministre                                                         |
| 29 octobre 1971   | 22 janvier 1974   | Jean-Marie Robert   | Chargé de mission au secrétariat général de la Présidence de la République | Nommé préfet du Var                                                                                           |
| 22 janvier 1974   | 27 avril 1978     | Jean-Pierre Pensa   | Conseiller technique au cabinet du Secrétaire d'état Pierre Vertadier | Nommé préfet de Vaucluse                                                                                      |
| 27 avril 1978     | 31 décembre 1980  | Jean Coussirou      | | Nommé préfet de l'Allier                                                                                      |
| 31 décembre 1980  | 16 juillet 1981   | Philippe Kessler    | Préfet de Mayotte | Bénéficie d'un congé spécial avant sa retraite en 1984                                                        |
| 16 juillet 1981   | 3 octobre 1984    | Michel Mosser       | Chef de cabinet du Président de la République Valéry Giscard d'Estaing | Nommé préfet des Ardennes                                                                                     |
| 25 octobre 1984   | 25 avril 1986     | Claude Érignac      | Sous-préfet de Roanne | Nommé directeur des affaires politiques au Ministère de l'Outre-mer                                           |
| 15 mai 1986       |                   | Jean-Jacques Pascal | Directeur du personnel et de la formation de la police nationale | Nommé directeur de la mission économique et sociale à la préfecture de la région Île-de-France                |
| 1er décembre 1987 | 25 juin 1990      | Jean-Michel Bérard  | Délégué régional à la formation professionnelle de la région Île-de-France | Nommé délégué interministériel à la sécurité routière, directeur de la sécurité et de la circulation routière |
| 18 juillet 1990   | 2 septembre 1992  | Gérard Guiter       | Secrétaire général de la préfecture de Saône-et-Loire | Nommé préfet de Loir-et-Cher                                                                                  |
| 26 octobre 1992   | 8 août 1994       | Philippe Martin     | | Nommé préfet des Landes                                                                                       |
| 8 août 1994       | 29 janvier 1997   | Janine Pichon       | Secrétaire général de la préfecture du Doubs | Nommée préfet de la Mayenne                                                                                   |
| 29 janvier 1997   | 7 octobre 1999    | Jean-Pierre Musso   | Directeur de la circulation, des transports et du commerce à la préfecture de police | Nommé préfet hors cadre                                                                                       |
| 7 octobre 1999    | 5 juin 2001       | Claude Baland       | Préfet délégué à la sécurité et la défense auprès du préfet d'Ille-et-Vilaine | Nommé directeur de l’administration de la police nationale au ministère de l'intérieur                        |
| 25 mai 2001       | 1er août 2003     | Michel Bilaud       | Secrétaire général de la préfecture de la Haute-Garonne | Nommé préfet des Hautes-Pyrénées                                                                              |
| 1er août 2003     | 30 juin 2005      | Jean-Michel Fromion | Préfet adjoint pour la sécurité auprès des préfets de Corse-du-Sud et de Haute-Corse | Nommé inspecteur général auprès de l'inspection générale de l'administration                                  |
| 30 juin 2005      | 18 juillet 2007   | Étienne Guyot       | | Nommé préfet des Landes                                                                                       |
| 18 juillet 2007   | 23 décembre 2010  | Denis Conus         | | Nommé préfet de la Haute-Loire                                                                                |
| 23 décembre 2010  | 27 mai 2011       | Philippe de Lagune  | Secrétaire général du comité interministériel de prévention de la délinquance | Nommé coordonnateur pour la sécurité au ministère de l'intérieur (Jeux olympiques de Londres)                 |
| 27 mai 2011       | 27 février 2013   | Étienne Guépratte   | Directeur adjoint au service de l'information du Gouvernement | Nommé directeur de l'Agence nationale des titres sécurisés                                                    |
| 27 février 2013   | 10 juin 2015      | Jean-Marc Sabathé   | Directeur du bureau des officiers de police au ministère de l'intérieur et la sécurité d'EDF | Nommé préfet de l'Aude                                                                                        |
| 10 juin 2015      | 8 décembre 2017   | Pierre Ory          | Sous-préfet du Havre | Nommé préfet des Vosges                                                                                       |
| 8 décembre 2017   | 30 juillet 2020   | Catherine Séguin    | Sous-préfète de Bayonne | Nommée préfète de la Loire                                                                                    |
| 29 juillet 2020   | 20 août 2023      | Xavier Brunetière   | Conseiller outre-mer au cabinet du Premier Ministre | Nommé préfet de la Manche                                                                                     |
| 21 août 2023      | 24 novembre 2024  | Laurent Carrié (d)  | Préfet délégué pour l'égalité des chances auprès du préfet de la région Provence-Alpes-Côte d'Azur, préfet de la zone de défense et de sécurité Sud, préfet des Bouches-du-Rhône, chargé du plan « Marseille en grand » | Conseiller territoires au cabinet du Président de la République                                               |
| 2 décembre 2024   | En cours          | Alain Castanier (d) | Préfet délégué pour l'égalité des chances auprès de la préfète de l'Essonne | |